# Full Moon (D'Arcangelo)
Pour les articles homonymes, voir Full Moon.
Full Moon est un tableau d'Allan D'Arcangelo réalisé en 1962. Cette toile peinte à l'acrylique dans un style pop représente en quatre panneaux carrés qui peuvent se lire à la façon d'une bande dessinée un voyage nocturne sur une route à l'approche d'une station-service dont l'enseigne orange Gulf finit par dominer la scène telle une Lune qui se lève. Elle est conservée au musée des Beaux-Arts de Virginie, à Richmond.